# Eilema balcanica
Eilema balcanica är en fjärilsart som beskrevs av Daniel 1939. Eilema balcanica ingår i släktet Eilema och familjen björnspinnare. Inga underarter finns listade i Catalogue of Life.